# Final Island
Final Island (englisch sinngemäß für Letzte Insel) ist eine Insel im Wilhelm-Archipel vor der Graham-Küste des Grahamlands auf der Antarktischen Halbinsel. Sie ist die westlichste der Myriad Islands und liegt 7 km nordwestlich der Snag Rocks.
Der Falkland Islands Dependencies Survey kartierte sie anhand von Luftaufnahmen der Hunting Aerosurveys Ltd. aus den Jahren von 1956 bis 1957 sowie ebensolchen, die 1958 mithilfe des Westland-Whirwind-Hubschraubers an Bord des Antarktis-Patrouillenschiffs HMS Protector erstellt worden sind. Das UK Antarctic Place-Names Committee benannte sie 1959 nach ihrer geografischen Position als westlichste aller Inseln am nördlichen Ende der French Passage.